# Larry Drew
Larry Donnell Drew (Kansas City, 2 aprile 1958) è un allenatore di pallacanestro ed ex cestista statunitense, professionista nella NBA.
Anche suo figlio Larry è stato un cestista professionista.

## Carriera
È stato selezionato dai Detroit Pistons al primo giro del Draft NBA 1980 (17ª scelta assoluta).

## Statistiche

### College
| Anno      | Squadra         | PG  | PT | MP   | TC%  | 3P% | TL%  | RP  | AP  | PRP | SP  | PP   |
| --------- | --------------- | --- | -- | ---- | ---- | --- | ---- | --- | --- | --- | --- | ---- |
| 1976-1977 | Missouri Tigers | 28  | -  | -    | 42,9 | -   | 74,6 | 2,8 | 2,8 | -   | -   | 6,9  |
| 1977-1978 | Missouri Tigers | 30  | 30 | 34,3 | 43,6 | -   | 76,2 | 3,0 | 2,6 | 0,8 | 0,1 | 12,7 |
| 1978-1979 | Missouri Tigers | 28  | 28 | 37,0 | 49,5 | -   | 64,0 | 2,6 | 4,3 | -   | 0,1 | 15,2 |
| 1979-1980 | Missouri Tigers | 31  | 31 | 35,2 | 54,1 | -   | 81,8 | 2,9 | 5,0 | 1,4 | 0,2 | 12,9 |
| Carriera  | Carriera        | 117 | 89 | 35,5 | 47,9 | -   | 74,5 | 2,8 | 3,7 | -   | 0,1 | 12,0 |

### NBA

#### Regular Season
| Anno      | Squadra          | PG  | PT  | MP   | TC%  | 3P%  | TL%  | RP  | AP  | PRP | SP  | PP   |
| --------- | ---------------- | --- | --- | ---- | ---- | ---- | ---- | --- | --- | --- | --- | ---- |
| 1980-1981 | Detroit Pistons  | 76  | -   | 20,8 | 40,7 | 23,5 | 79,7 | 1,6 | 3,3 | 1,2 | 0,1 | 6,6  |
| 1981-1982 | K.C. Kings       | 81  | 19  | 24,4 | 47,3 | 29,6 | 79,4 | 1,8 | 5,2 | 1,4 | 0,0 | 10,8 |
| 1982-1983 | K.C. Kings       | 75  | 74  | 35,9 | 49,2 | 12,5 | 82,0 | 2,8 | 8,1 | 1,7 | 0,1 | 20,1 |
| 1983-1984 | K.C. Kings       | 73  | 73  | 32,4 | 46,2 | 30,0 | 77,6 | 2,0 | 7,6 | 1,7 | 0,1 | 16,4 |
| 1984-1985 | K.C. Kings       | 72  | 66  | 33,0 | 50,1 | 25,0 | 79,4 | 2,3 | 6,7 | 1,3 | 0,1 | 14,9 |
| 1985-1986 | Sacramento Kings | 75  | 31  | 26,3 | 48,5 | 32,3 | 79,5 | 1,7 | 4,5 | 0,9 | 0,0 | 11,9 |
| 1986-1987 | L.A. Clippers    | 60  | 22  | 26,1 | 43,2 | 16,7 | 83,7 | 1,7 | 5,4 | 1,0 | 0,0 | 12,4 |
| 1987-1988 | L.A. Clippers    | 74  | 51  | 27,4 | 45,6 | 28,9 | 76,9 | 1,6 | 5,2 | 0,9 | 0,0 | 10,3 |
| 1989-1990 | L.A. Lakers      | 80  | 3   | 16,7 | 44,4 | 39,5 | 76,7 | 1,2 | 2,7 | 0,6 | 0,1 | 5,2  |
| 1990-1991 | L.A. Lakers      | 48  | 2   | 10,3 | 43,2 | 42,4 | 77,3 | 0,7 | 2,5 | 0,3 | 0,0 | 2,9  |
| Carriera  | Carriera         | 714 | 341 | 25,7 | 46,7 | 29,1 | 79,8 | 1,8 | 5,2 | 1,1 | 0,1 | 11,4 |

#### Playoffs
| Anno     | Squadra          | PG | PT | MP   | TC%  | 3P%  | TL%  | RP  | AP  | PRP | SP  | PP   |
| -------- | ---------------- | -- | -- | ---- | ---- | ---- | ---- | --- | --- | --- | --- | ---- |
| 1984     | K.C. Kings       | 3  | -  | 23,3 | 36,8 | -    | 100  | 1,3 | 3,7 | 1,0 | 0,0 | 5,7  |
| 1986     | Sacramento Kings | 3  | 0  | 18,7 | 56,0 | 33,3 | 100  | 0,3 | 4,7 | 1,7 | 0,0 | 10,3 |
| 1990     | L.A. Lakers      | 7  | 0  | 7,3  | 37,5 | 25,0 | 83,3 | 0,3 | 0,6 | 0,4 | 0,0 | 1,7  |
| 1991     | L.A. Lakers      | 18 | 0  | 6,4  | 42,4 | 27,3 | 66,7 | 0,4 | 1,2 | 0,0 | 0,0 | 1,9  |
| Carriera | Carriera         | 31 | 0  | 9,5  | 44,7 | 27,8 | 82,4 | 0,5 | 1,6 | 0,4 | 0,0 | 3,1  |